# خوليو فيلاسكو
خوليو فيلاسكو (9 فبراير 1952 في الأرجنتين - ) (بالإسبانية: Julio Velasco) هو مدرب رياضي ولاعب كرة طائرة الأرجنتين.

## وصلات خارجية
- خوليو فيلاسكو على موقع عالم الكرة الطائرة (الإنجليزية)
- خوليو فيلاسكو على موقع أوليمبيديا (الإنجليزية)